# Imeľ
Imeľ, en hongarès Imely, és un poble i municipi d'Eslovàquia que es troba a la regió de Nitra, al sud-oest del país. El 2011 tenia 2.054 habitants. La primera menció escrita de la vila es remunta al 1312.

## Demografia
| Godina             | 1994 | 2004   | 2014   | 2024   |
| ------------------ | ---- | ------ | ------ | ------ |
| Nombre de persones | 2276 | 2152   | 1960   | 1992   |
| Diferència         |      | −5,44% | −8,92% | +1,63% |

| Godina             | 2023 | 2024   |
| ------------------ | ---- | ------ |
| Nombre de persones | 1989 | 1992   |
| Diferència         |      | +0,15% |